# Tumsar
Tumsar är en ort i Indien.   Den ligger i distriktet Bhandara och delstaten Maharashtra, i den centrala delen av landet, 800 km söder om huvudstaden New Delhi. Tumsar ligger 278 meter över havet och antalet invånare är 43 218.
Terrängen runt Tumsar är platt. Runt Tumsar är det ganska tätbefolkat, med 239 invånare per kvadratkilometer. Tumsar är det största samhället i trakten. Trakten runt Tumsar består till största delen av jordbruksmark.